# مادرخواری

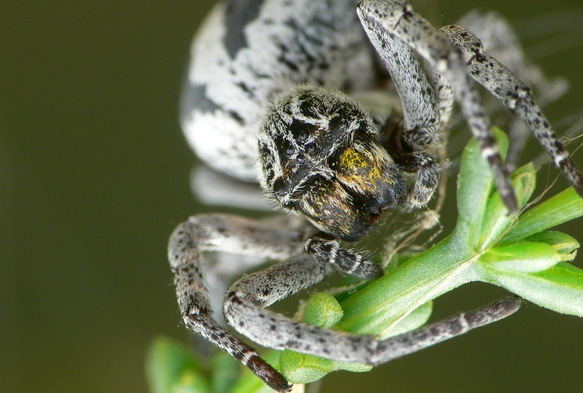
عنکبوت بیابانی، Stegodyphus lineatus، یکی از بهترین گونه‌هایی است که در مادرخواری شرکت می‌کند.

مادرخواری (به انگلیسی: Matriphagy)، مصرف مادر توسط فرزندان است. این رفتار عموماً در چند هفته اول زندگی رخ می‌دهد و در برخی از گونه‌های حشرات، کرم‌های لوله‌ای، کژدم‌نماها و دیگر عنکبوتیان و همچنین در دوزیستان برهنه‌مار ثبت شده است.
- matri- (مادر)
- -phagy (خوردن، تغذیه)

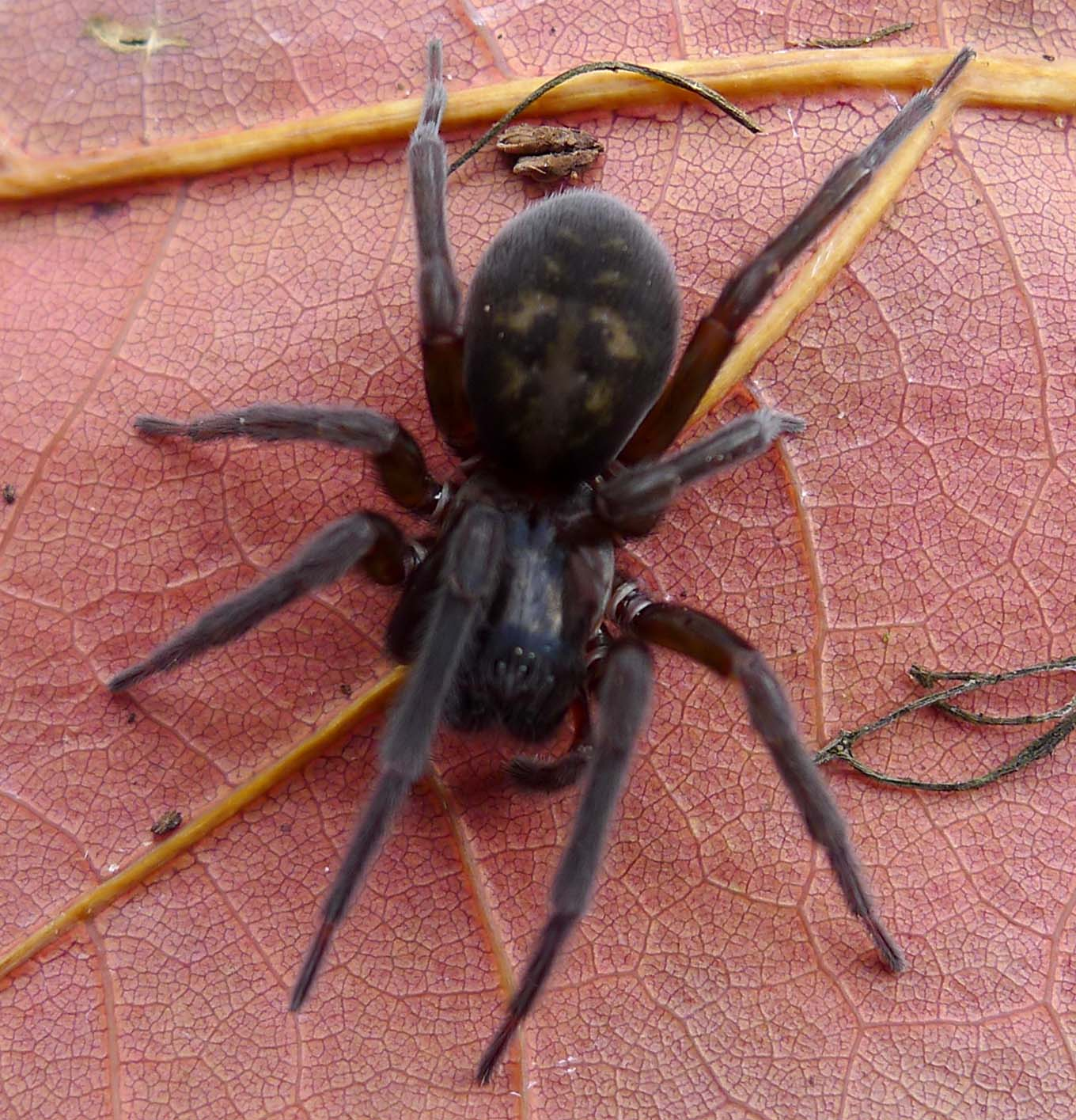
این ماده بالغ عنکبوت بندباف سیاه (Amaurobius ferox) در پایان توسط فرزندانش مصرف خواهد شد.

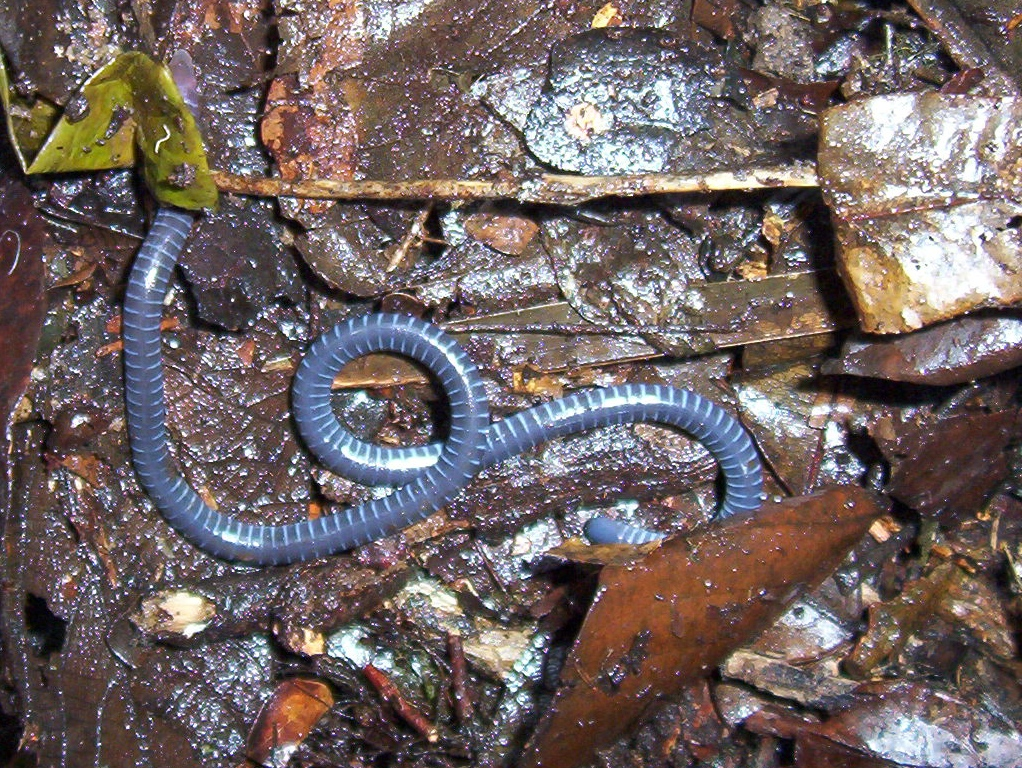
Boulengerula taitanus، گونه‌ای از برهنه‌مارها که مادرخواری را نشان می‌دهند.

این رفتار نوعی مراقبت افراطی از والدین است که در برخی از گونه‌های عنکبوت، عقرب‌های دروغین (pseudoscorpions)، گوش‌خیزک‌ها و دوزیستان دیده می‌شود.
چگونگی وقوع مادری‌خواری در گونه‌های مختلف
روش‌های مادری‌خواری در گونه‌های مختلف متفاوت است:
- عنکبوت صحرایی (Stegodyphus lineatus): در این عنکبوت، مادر با مصرف غذا، منابع غذایی را برای فرزندان خود ذخیره می‌کند. ابتدا مادر بخش‌های کوچکی از غذا را برای فرزندان در حال رشد خود بالا می‌آورد. اما حدود ۱ تا ۲ هفته پس از بیرون آمدن از تخم، فرزندان با خوردن مادر زنده، از این منبع غذایی بهره می‌برند. در این گونه، تنها فرزندان بیولوژیکی از مادر خود تغذیه می‌کنند.
- عنکبوت تورباف سیاه (Amaurobius ferox) و عنکبوت خرچنگ (Australomisidia ergandros): در برخی دیگر از گونه‌های عنکبوت، مادری‌خواری پس از مصرف تخم‌های مغذی به نام تخم‌های تروفیک اتفاق می‌افتد.
- عنکبوت تورباف سیاه: مادر تخم‌های تروفیک را برای تغذیه فرزندان می‌گذارد. چند روز بعد، با لرزاندن تار و حرکات دیگر با فرزندان خود ارتباط برقرار می‌کند. فرزندان به سمت او حرکت کرده و او را با نیش زدن و مکیدن مصرف می‌کنند که منجر به مرگ سریع مادر می‌شود. بدن مادر برای چند هفته به عنوان ذخیره غذایی باقی می‌ماند.
- عنکبوت خرچنگ: مادر تنها یک بار تخم می‌گذارد و انرژی زیادی را صرف ذخیره مواد مغذی در تخم‌های تروفیک بزرگ می‌کند. این تخم‌ها برای خروج از بدن مادر بسیار بزرگ هستند. بخشی از مواد مغذی به همولنف (خون حشرات) مایع تبدیل شده و از طریق مفاصل پای مادر توسط فرزندان مصرف می‌شود. مادر به تدریج کوچک می‌شود تا اینکه بی‌حرکت شده و می‌میرد.
- گوش‌خیزک کوهان‌دار (Anechura harmandi): این گوش‌خیزک‌ها در دماهای سرد تولید مثل می‌کنند تا از شکار شدن جلوگیری کرده و بقای فرزندان را به حداکثر برسانند. به دلیل کمبود مواد مغذی در هوای سرد، فرزندان مادر خود را مصرف می‌کنند.
- عقرب‌های دروغین (Paratemnoides nidificator): مادری‌خواری در این گونه معمولاً در زمان کمبود غذا مشاهده می‌شود. پس از بیرون آمدن فرزندان، مادر از لانه خارج شده و منتظر می‌ماند تا مصرف شود. فرزندان از طریق مفاصل پای مادر از او تغذیه می‌کنند.

فواید مادری‌خواری برای فرزندان
فرزندانی که از طریق مادری‌خواری تغذیه می‌شوند، مزایای زیر را تجربه می‌کنند:
- وزن بیشتر
- زمان پوست‌اندازی کوتاه‌تر و زودتر
- توده بدنی بزرگتر در زمان پراکندگی
- نرخ بقای بالاتر
- موفقیت بیشتر در شکار طعمه‌های بزرگ (در برخی گونه‌ها)

این مزایا برای فرزندان، هزینه‌ی بقا برای مادران را جبران می‌کند و به تضمین انتقال ویژگی‌های ژنتیکی مادر به نسل بعدی کمک می‌کند.

## رابطه با مراقبت‌های دیگر والدین و تاثیر فرهنگی
مادری‌خواری نوعی افراطی از مراقبت والدین است و با رفتارهایی مانند مراقبت طولانی‌مدت در عنکبوت‌های قیفی‌شکل، سرمایه‌گذاری والدین در دوزیستان بی‌دست‌وپا (caecilians) و پیری‌خواری (gerontophagy) در عنکبوت‌های اجتماعی مرتبط است. منحصر به فرد بودن این پدیده باعث ایجاد قیاس‌های گسترده در فرهنگ بشری شده و به ترس گسترده از عنکبوت‌ها در جامعه کمک کرده است.